# Янгченгпхуг Колледж (футбольний клуб)
Янгченгпхуг Колледж (англ. Yangchengphug College Football Club) — бутанський футбольний клуб, який виступав в А-Дивізіоні, вищому дивізіоні чемпіонату Бутану, але в 2012 році А-Дивізіон змінила Національна ліга Бутану. Домашні матчі проводить на столичному стадіоні «Чанглімітанг».

## Історія
У першому розіграші А-Дивізіону фінішували на передостанньому, 9-му, місці. У 9-ти зіграних матчах здобув одну перемогу над T. I. і Power, а також дві нічиї, проти Ед'юкейшн і «Мотітханг Колледж». Вони також були найслабшою атакувальною ланкою в національному чемпіонаті, разом з Ед'юкейшн, забив лише п’ять м'ячів за весь турнір. Дані про змагання, які проводилися з 1987 по 1995 рік відсутні, отож невідомо чи виступав «Янгченгпхуг Колледж» у вище вказаний період, але після 1995 року за відомою інформацією команда не грала.